# مصفای برگ بیدی
مصفای برگ بیدی (نام علمی: Inula salicina) نام یک گونه از سرده مصفا است.